# Peter Lindholm
Peter "Peja" Rutger Lindholm (Östersund, 2 juni 1970) is een Zweedse curlingspeler.

## Biografie
Edin debuteerde in de Zweedse nationale ploeg tijdens het wereldkampioenschap van 1993. Sedertdien behaalde hij drie wereldtitels: in 1997, 2001 en 2004. Op het Europees kampioenschap won hij twee titels. Hij vertegenwoordigde zijn land op drie Olympische Winterspelen, maar kon nooit een medaille winnen.
- WorldCat: E39PBJdcycDpcbyCHHMcYm6qcP